# Buddy EV
Buddy EV – elektryczny mikrosamochód produkowany przez norweskie przedsiębiorstwo Buddy Electric od 2005 roku

## Historia i opis modelu

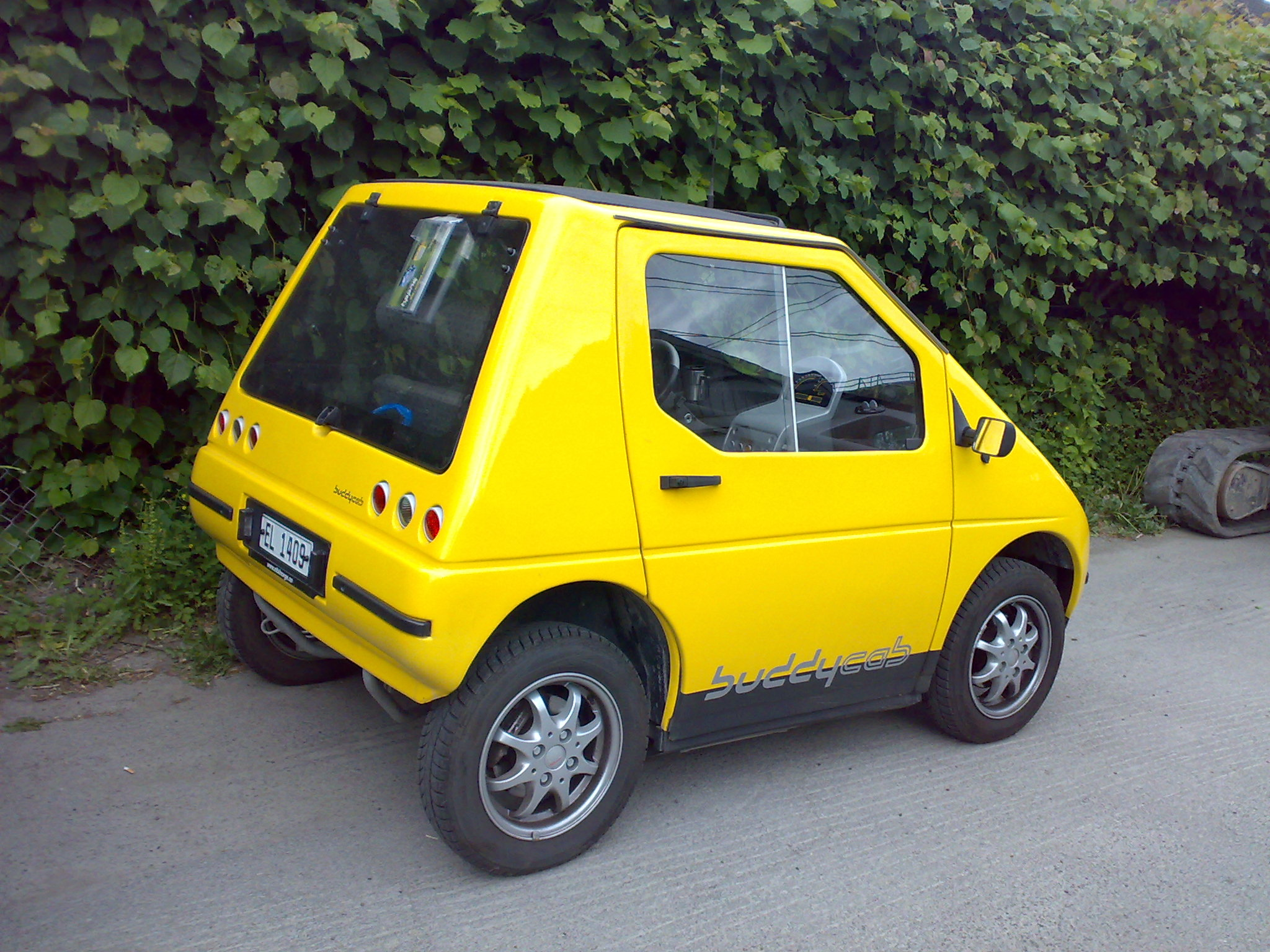
Buddy EV- tył

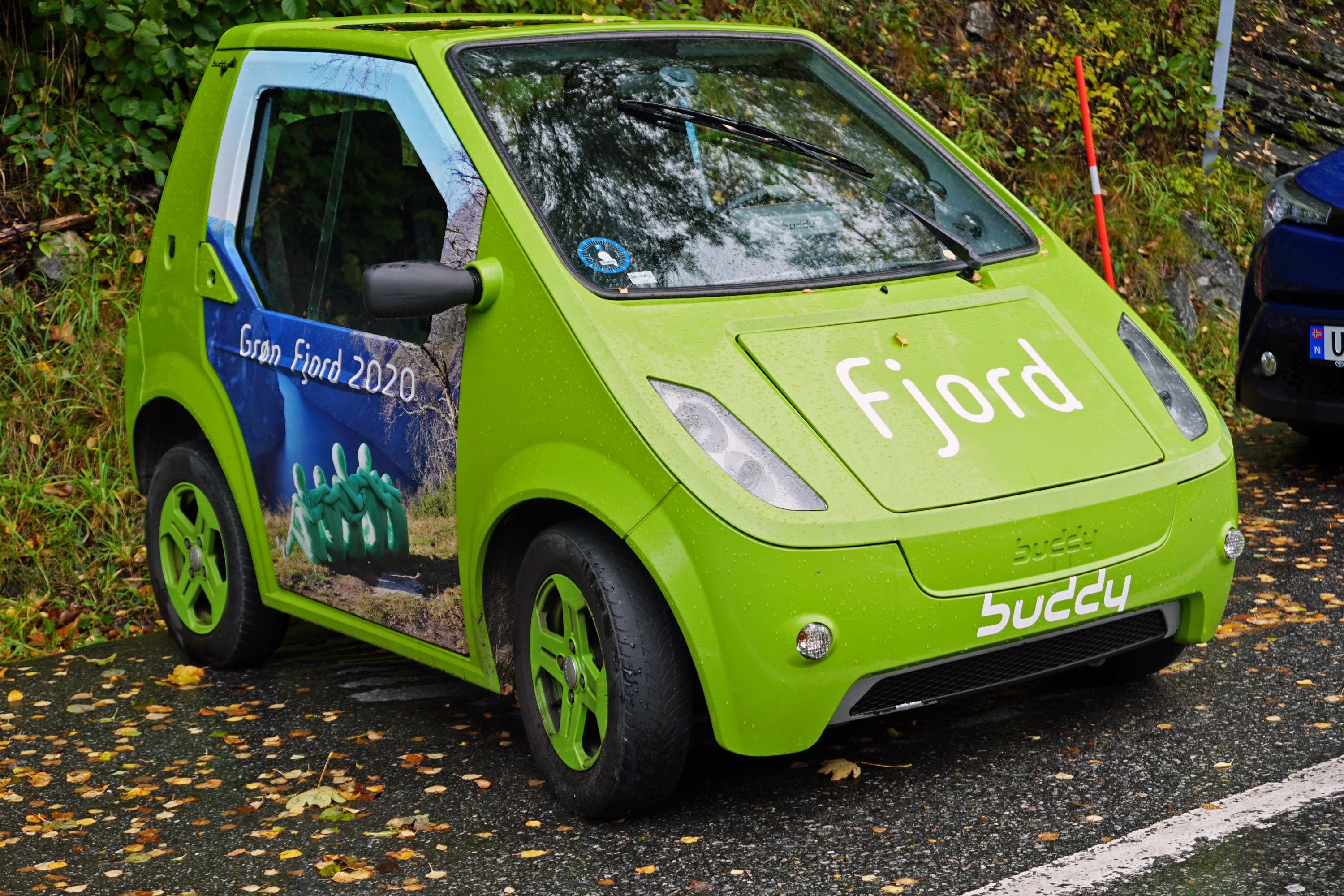
Buddy EV po liftingu

W 2005 roku norweskie przedsiębiorstwo Elbil Norge zajmujące się produkcją elektrycznego mikrosamochodu Kewet Buddy zostało przejęte przez inną firmę o podobnym profilu ze stołecznego Oslo. Electric Car Norway zdecydowało się kontynuować produkcję niewielkiego hatchbacka, ale pod skróconą nazwą jako Buddy, a przy tym przeprowadzając obszerną modernizację wizualną.
Po raz pierwszy od wprowadzenia oryginalnie duńskiej konstrukcji na rynek w 1991 roku, pojazd zyskał przeprojektowany pas przedni z mniejszymi, podwójnymi reflektorami. Z tyłu wprowadzono potrójne lampy w małych, okrągłych obudowach, z kolei nadwozie zyskało lakierowane w kolorze karoserii zderzaki oraz nowe klamki drzwi. Wprowadzono także odsuwany, materiałowy dach.

### Lifting
W sierpniu 2009 roku podczas wydarzenia  Electric Vehicle Symposium 2009 Electric Car Norway przedstawiło Buddy'ego po kolejnej kompleksowej restylizacji, która bez zmian pozostawiła jedynie charakterystyczne proporcje jednobryłowego nadwozia. Wprowadzono nowy kształt podłużnych reflektorów, przemodelowano tylne lampy i zderzaki, zamontowano nowe wytłoczenie drzwi, a także jednoczęściową kanpę umożliwiającą odtąd transport do 3 pasażerów. Sprzedaż pojazdu po restylizacji rozpoczęła się w 2010 roku, początkowo miał on nosić nazwę MetroBuddy, jednak ostatecznie zachowano dotychczasową.

### Sprzedaż
W czasie, gdy w drugiej połowie pierwszej dekady XXI wieku samochody elektryczne były rozwiązaniem niszowym, trudno dostępnym i o ograniczonej wygodzie użytkowania, Buddy zdobył relatywnie dużą popularność w rodzimej Norwegii, głównym rynku zbytu. W 2019 roku łączna sprzedaż w tym kraju wyniosła ponad 1,1 tysiąca sztuk.

### Dane techniczne
Podobnie jak poprzednik, Buddy jest samochodem elektrycznym, który wyposażono jednak w mocniejszy i wydajniejszy układ napędowy. Pojazd napędza silnik o mocy 18 KM, który pozwala rozpędzić się do 50 km/h w 7 sekund i maksymalnie osiągnąć prędkość 90 km/h. Samochód dostępny jest z kilkoma odmianami akumulatorów: pierwsze to akumulatory kwasowo-ołowiowe o pojmenościach 8,4 kWh 10,5 kWh i zasięgu na jednym ładowaniu wynoszącym w zależności od trybu jazdy od 50 do 100 kilometrów. Możliwe jest też zamówienie akumulatora litowo-jonowego o zasięgu na jednym ładowaniu od 100 do 150 kilometrów.